# ملعب أوروبا بارك
ملعب أوروبا بارك (بالألمانية: Europa-Park Stadion) هو ملعب كرة قدم يقع في مدينة فرايبورغ الألمانية، تم افتتاحه في 7 أكتوبر 2021. هو الملعب الأساسي لنادي فرايبورغ. تبلغ سعته 34,700 متفرج. يقع الملعب في منطقة Brühl Freiburg.